# باهیر چار کشودراکاتی
باهیر جار کشودراکاتی (به لاتین: Bahir Char Kshudrakati) یک روستا در بنگلادش است که در استان باریسال و در ناحیه باریسال واقع شده است.